# صامويل هيرن
صامويل هيرن (بالإنجليزية: Samuel Hearne)‏ (ولد في شهر فبراير عام 1745 وتوفي في نوفمبر من عام 1792) كان مستكشفًا إنجليزيًا، وتاجر فراء، ومؤلفًا، وعالم طبيعة. كان أول أوروبي يقوم برحلة برية عبر شمال كندا إلى المحيط المتجمد الشمالي، أو بالأحرى خليج كورونيشن، عبر نهر كوبرمان. في عام 1774، أنشأ هيرن كمبرلاند هاوس التابعة لشركة خليج هدسون، أول مركز تجاري داخلي لها وأول مستوطنة دائمة في ساسكاتشوان الحالية.

## سيرته
ولد صموئيل هيرن في شهر فبراير عام 1745 في لندن. كان والده سكرتيرًا في أشغال المياه التابعة لجسر لندن، وتوفي في عام 1748. كان اسم والدته ديانا، واسم أخته سارة، أصغر منه بثلاث سنوات. انضم صموئيل هيرن إلى البحرية الملكية البريطانية في عام 1756 وهو في الحادية عشرة من عمره ضابطًا في البحرية تحت قيادة الكابتن صمويل هود. ظل مع هود خلال حرب السنوات السبع، حيث شهد أحداثًا كثيرة خلال الصراع، بما في ذلك قصف لو هافر. نهاية حرب السبع سنوات، بعد أن خدم في القناة الإنجليزية ثم في البحر الأبيض المتوسط، غادر البحرية عام 1763.
في شهر فبراير من عام 1766، انضم إلى شركة خليج هدسون وكيل ربان على متن سفينة تشرتشل، التي انخرطت لاحقًا في تجارة الإنويت (أحد الشعوب الأصلية لأمريكا الشمالية) من حصن أمير ويلز في تشرتشل، مانيتوبا. بعد سنتين أصبح وكيل ربان على سفينة شارلوت الشراعية وشارك في عمليات صيد الحيتان السوداء التي لم تدم طويلًا. في عام 1767، عثر على بقايا حملة جيمس نايت. في سنة 1768، تفحص أجزاءًا من سواحل خليج هدسون بهدف تحسين صيد سمك القد. خلال هذه الفترة اكتسب شهرة حول المشي على الثلوج.
تمكن هيرن من تحسين مهاراته الملاحية من خلال مراقبة وليم ويلز الذي كان في خليج هدسون خلال الفترة بين عامي 1768 و1769 بعد أن كلفته الجمعية الملكية بمراقبة عبور الزهرة برفقة جوزيف ديموند.

## الاستكشاف

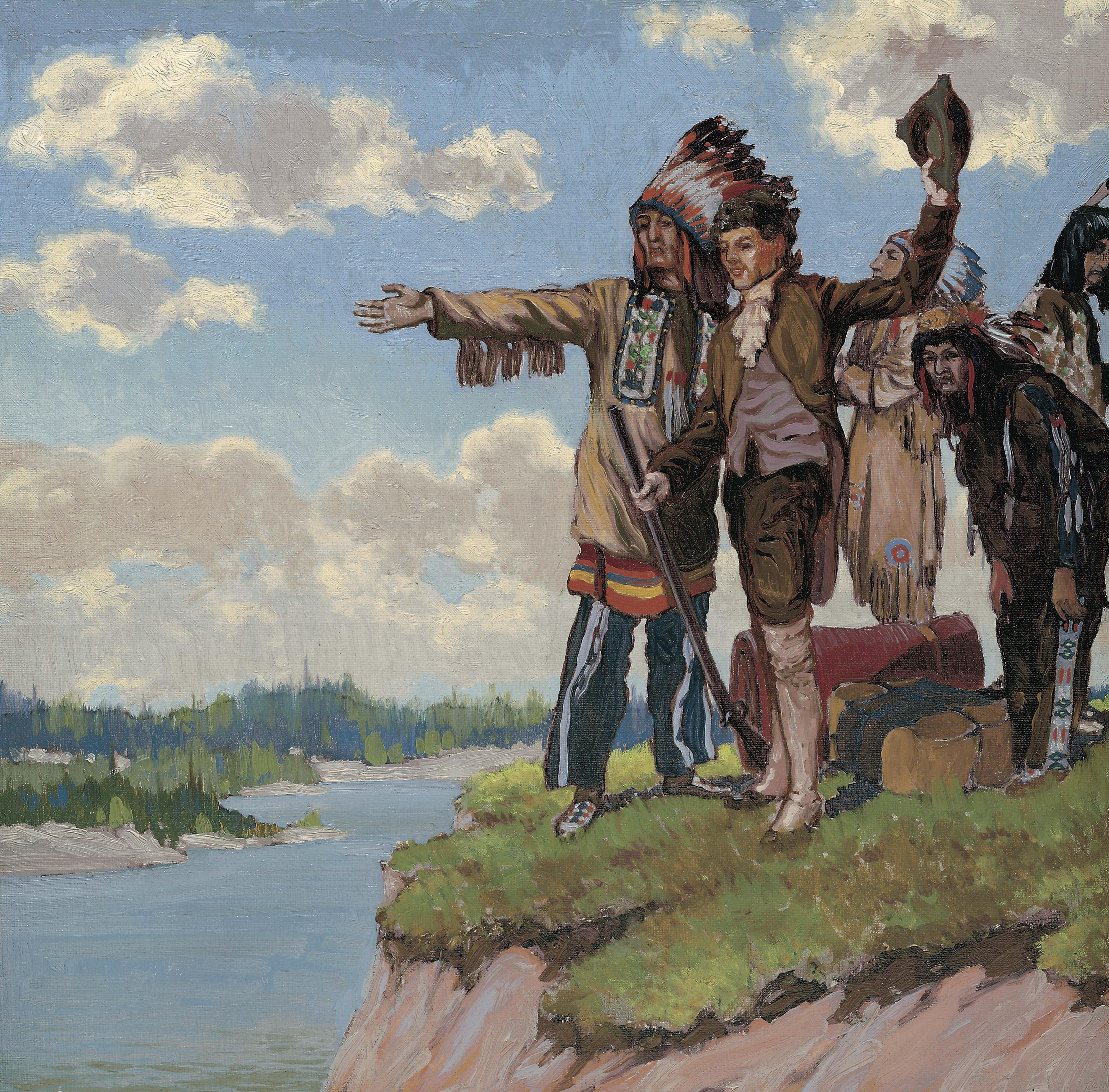
اكتشاف نهر كوبرمين بواسطة صامويل هيرن، 1771، من قبل فرانك جونستون

كان الإنجليز في خليج هدسون يعرفون منذ فترة طويلة أن الهنود في الشمال الغربي يستخدمون النحاس الأصلي، كما يتضح من كلمات مثل «يلونايف». في عام 1768، عندما أحضر هندي شمالي (يقال إنه مانيتوبي) قطعًا من النحاس إلى تشرشل، قرر الحاكم موسيس نورتون إرسال هيرن للبحث عن منجم محتمل للنحاس. غلب على رحلات هيرن الثلاث الشكل الذي تمثل بجهل الإنجليز بطرق السفر عبر هذا البلد الصعب جدًا واعتمادهم على الهنود الذين كانوا يعرفون الأرض وكيف يعيشون منها.
الرحلة الأولى: ونظرًا لأنه لم يكن هناك طريق عبر الزوارق يصل إلى الشمال الغربي، فإن الخطة كانت في السير على الأقدام فوق سطح الشتاء المتجمد. فبدون زوارق، كان عليهم أن يحملوا أكبر قدر ممكن من الطعام ثم الاقتيات على ما يحصلون عليه من الأرض. خطط هيرن للانضمام إلى مجموعة من الهنود الشماليين الذين جاؤوا من أجل التجارة في تشرتشل وحثهم بطريقة ما على قيادته إلى منجم النحاس. غادر تشرتشل في السادس من شهر نوفمبر عام 1769 مع اثنين من موظفي الشركة، وصيادين كريين (من القبائل الأصلية لأمريكا الشمالية) ومجموعة من الشبيويين، وتوجهوا شمالًا عبر نهر سيل، وهو نهر شرقي غربي شمالي تشرشل. بحلول 19 نوفمبر، نفذت منهم المؤونة الأوروبية، وكان على صياديهم تحمل بعض المشقة (غادر هيرن في وقت متأخر جدًا من الموسم وكانت حيوانات الرنة قد غادرت بالفعل الأراضي القاحلة إلى مأوى الغابات في الجنوب البعيد). اتجهوا إلى الغرب والشمال، ولم يجدوا سوى بضع حمامات، وسمك، وثلاثة من حيوانة الرنة الضالة. الواقع أن الهنود، الذين كانوا يعرفون البلاد، كان لديهم وعي أفضل من المجازفة بالجوع ولاذوا بالفرار. عندما غادر آخر الهنود، عاد هيرن ورفقاؤه الأوروبيون إلى الوادي الآمن لنهر سيل، حيث تمكن من العثور على الطرائد، ووصل إلى تشرشل في 11 ديسمبر.

## وصلات خارجية
- صامويل هيرن على موقع الموسوعة البريطانية (الإنجليزية)
- صامويل هيرن على موقع إن إن دي بي (الإنجليزية)